# Chebec

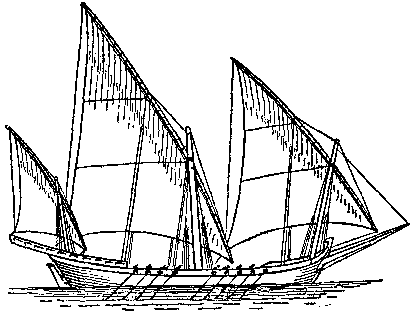
Le chébec, avec ses voiles latines, est un navire arabe méditerranéen.

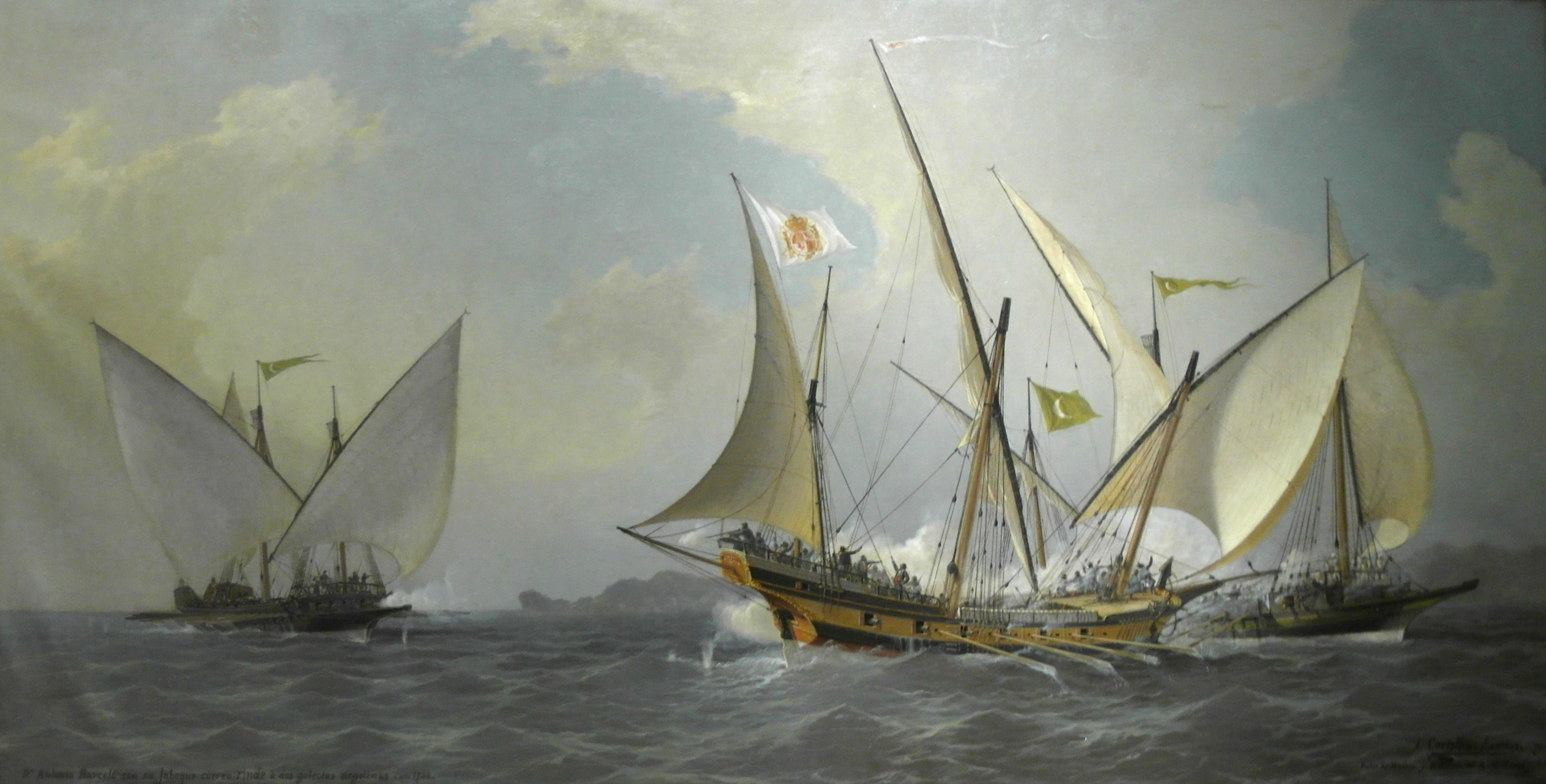
Combat du chébec espagnol d'Antoine Barcelo (au centre) face à deux galiotes algériennes en 1738.

Le chébec ou chebek est un petit bateau méditerranéen adoptés par les corsaires barbaresques. Les chébecs étaient principalement des navires de guerre rapides et légers, mais dans le calme, ils pouvaient aussi se déplacer au moyen de rames. Ils auraient des origines aux états barbaresques et auraient été utilisés par les corsaires du Maghreb dès le début du XVIIe siècle. Ils étaient alors des avant-postes autonomes de l’Empire ottoman et attaquaient les navires des flottes marchandes des nations qui, contrairement à l’Angleterre et à la France, n’avaient pas de puissantes marines. Il peut porter des canons sur ses flancs, contrairement aux galères et il est gréé en trois-mâts avec des voiles latines. Il est intensément utilisé aux XVIIe et XVIIIe siècles avant de disparaître progressivement au XIXe siècle.

## Origine
Le Chébec était à l'origine une construction maghrébine connue pour sa rapidité et sa maniabilité, le terme est d'ailleurs dérivé de l'italien sciabecco, dérivé de l'espagnol xabeque, lui-même dérivé de l'arabe shabbak  (شباك), signifiant un petit navire de guerre,. D’après ce qu'on constate de l'évolution de la navigation en Méditerranée, le chébec est une embarcation rapide, pêchant au filet et allant à la rame : le jebega tel qu’on le voit jusqu’au milieu du XXe siècle en Espagne, sur les plages de Malaga. Son type, considéré comme l’ancêtre des bateaux ayant servi lors de la conquête des Amériques, comporte aviron de gouverne et forts capions (extensions de proue et de poupe).
Après le départ des musulmans de la péninsule Ibérique en 1492, l’embarcation et son nom survivent mais le chébec, sous sa forme définitive, n’apparaît qu’au XVIIe chez les raïs barbaresques. Il y remplace la galère et le brigantin pour la course mais, n’ayant pas d’installations permanentes de vogue (rames), il peut porter des canons en batterie. Il devient ainsi beaucoup plus puissant que ces deux navires. Un chébec d’une quarantaine de mètres peut porter une vingtaine de canons servis par 280 hommes d’équipage, ce qui fait du navire une solide unité de guerre et lui permet d’attaquer à l’abordage, action encore possible en mer Méditerranée au XVIIIe siècle.

## Description
Sa coque, très fine et d’un échantillonnage faible, s’apparente à celle des galères.
Sa voilure est latine, dès l’origine, avec trois « arbres à calcet » : arbre de trinquet, de mestre (grand mât) et de méjane (l’artimon). La surface de voile peut atteindre 800 m2 sur les chébecs de guerre.
Le bâtiment, à l’occasion, peut utiliser des rames, de petits sabords étant prévus entre ceux destinés à l’artillerie ; mais la configuration du pont impose alors de ramer debout, face à l’avant vraisemblablement.
Survoilés, ces navires rapides de 100 à 200 tonneaux sont remarquablement taillés pour la course. Ils sont aussi très manœuvrants et leur faible tirant d’eau leur permet de s’approcher très près du rivage, voire de se hasarder à remonter de petits estuaires. Leur allure, très caractéristique, en fait l’un des plus beaux navires méditerranéens de l’époque de la voile.

## Les usages militaires

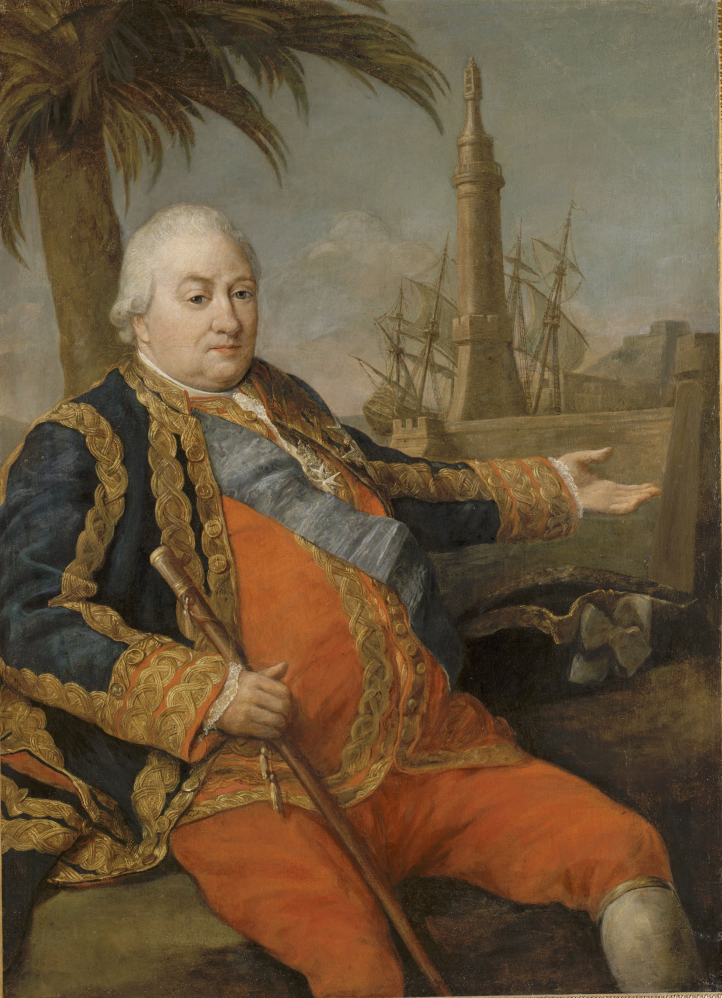
Suffren, qui connait la gloire lors de la guerre d’Amérique, exerce son premier commandement sur un chébec, en 1764.

Utilisés sur tout le pourtour du Levant aux XVIIe et XVIIIe siècles, l’Espagne est leur pays d’élection avec les royaumes barbaresques. L’Armada Real en compte 47 au milieu du XVIIIe siècle et possède un fameux amiral des chébecs : Antonio Barcelo, dit le Capitan Toni (1717-1797) qui multiplie les combats et les prises contre les pirates musulmans d’Afrique du Nord.
La marine espagnole arme même des unités dépassant les 600 tonneaux. Les chébecs de guerre ne disparaissent d’Espagne qu’au début du XIXe siècle, mais des unités de petite taille sont encore utilisées comme garde-côtes.
L’ordre de Saint-Jean de Jérusalem, ancien pilier de la sécurité maritime en Méditerranée depuis les croisades, en utilise aussi plusieurs exemplaires, mais en nombre curieusement insuffisant car il aligne encore de coûteuses galères, y compris à l’extrême fin du XVIIIe siècle. Ils utilisent le chebec plutôt comme bateau de commerce pour le transport de marchandises inter-îles.
La Marine française s’équipe de chébecs tardivement, après l’abandon des galères en 1748. Un petit nombre est construit, avec 9 lancements entre 1750 et 1759, puis 4 en 1762. C’est sur un chébec que Suffren, l'un des plus célèbres marins français, exerce ses premiers commandements : le Caméléon en 1764 puis le Singe en 1765. Les deux navires participent, l’année suivante, à une difficile expédition contre la ville corsaire de Larache où se fait remarquer le futur héros de la campagne des Indes. Absolument pas à même d’inquiéter un vaisseau de ligne ni même une frégate, le chébec traverse néanmoins toutes les guerres du XVIIIe siècle et de l’Empire. En 1848, la Marine française en utilise encore un petit exemplaire comme garde-côtes.

## Les ultimes évolutions
Les difficultés rencontrées dans le contrôle des grandes voiles latines font substituer un gréement carré au gréement latin durant la deuxième moitié du XVIIIe siècle, en France comme en Espagne. Cette transformation est totale ou partielle, selon les missions fixées au navire, mais celui-ci perd alors ses qualités de marche — et sa silhouette — qui ont fait sa réputation. Les constructeurs majorquins sont les grands spécialistes de ce type de navire utilisé dans les îles, à la course comme au commerce.
Le chébec de commerce ne disparaît que très tard : on en compte encore plusieurs unités de 100 à 150 tonneaux au début du XXe siècle et le dernier ne disparaît qu’après la Première Guerre mondiale.

## Galerie

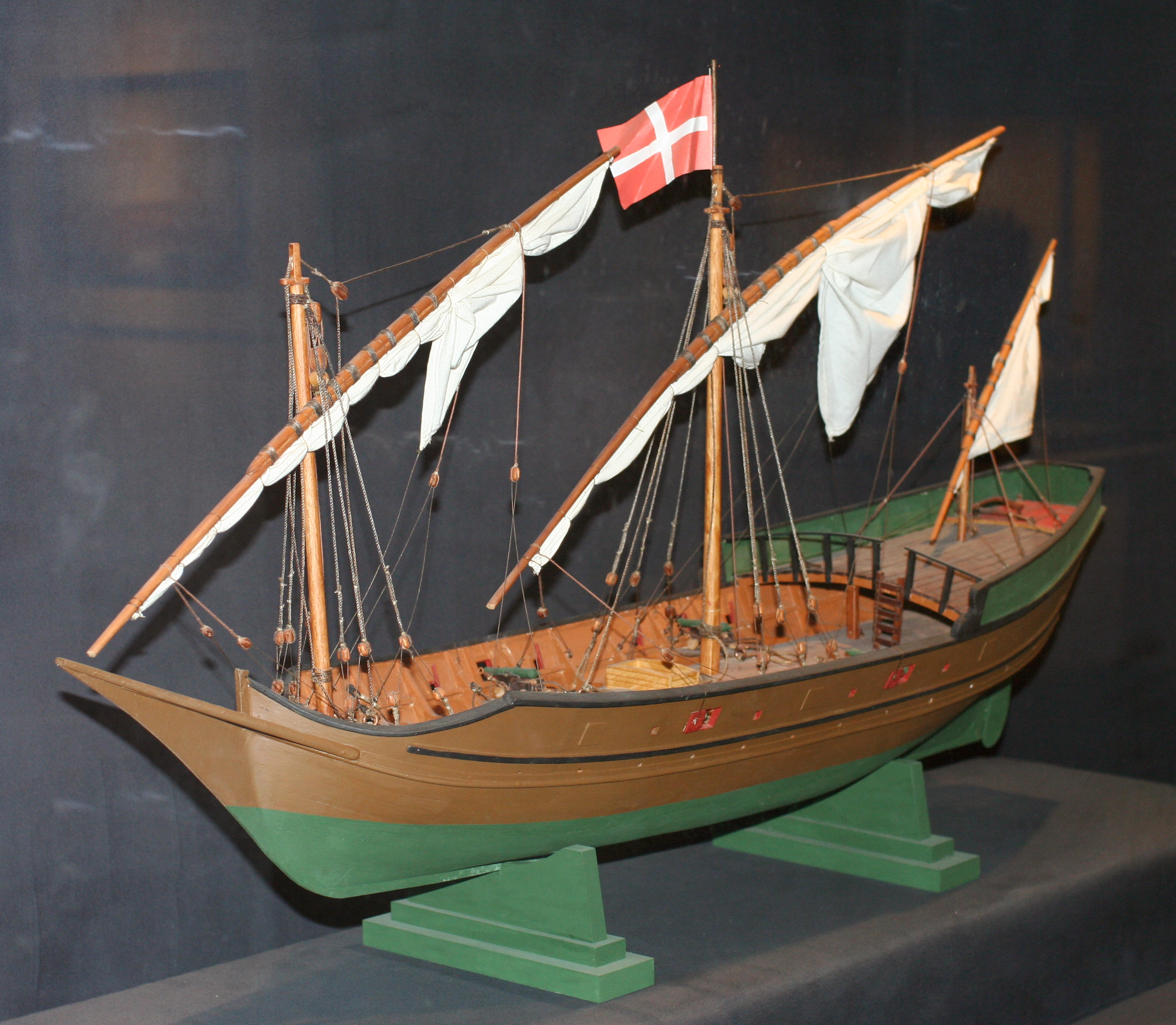
Modèle réduit d’un chébec de l’Ordre de Saint-Jean de Jérusalem. L'Ordre en construit cependant assez peu et reste plutôt fidèle aux galères.
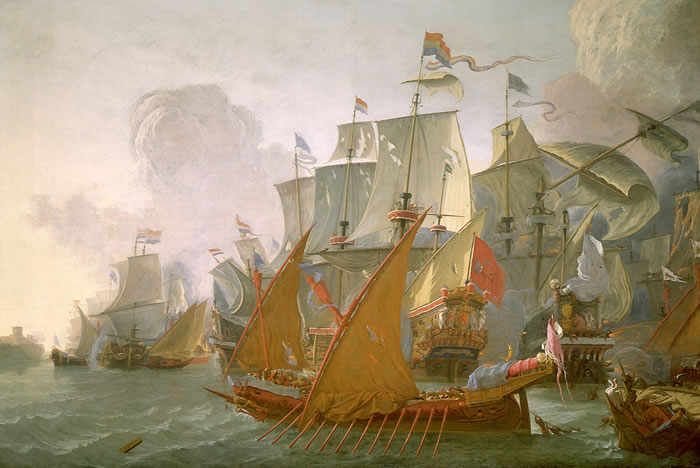
Un chébec barbaresque face à des vaisseaux néerlandais lors d’une des nombreuses expéditions contre Tripoli et les villes d'Afrique du nord aux XVIIe et XVIIIe siècles.
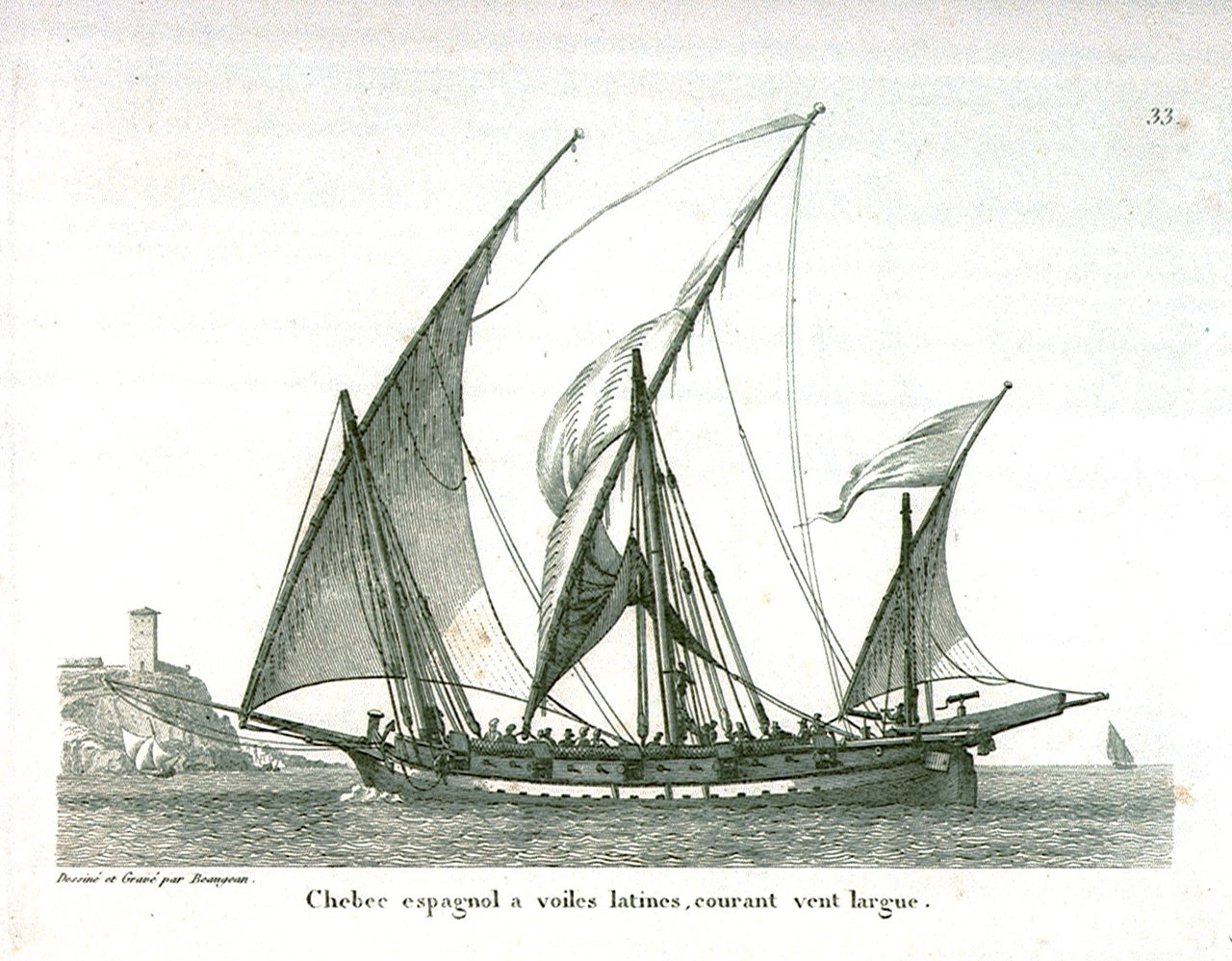
Un chébec espagnol en 1826. L’Espagne est le pays qui a le plus construit de chébecs militaires. Les derniers exemplaires servent comme garde-côtes.
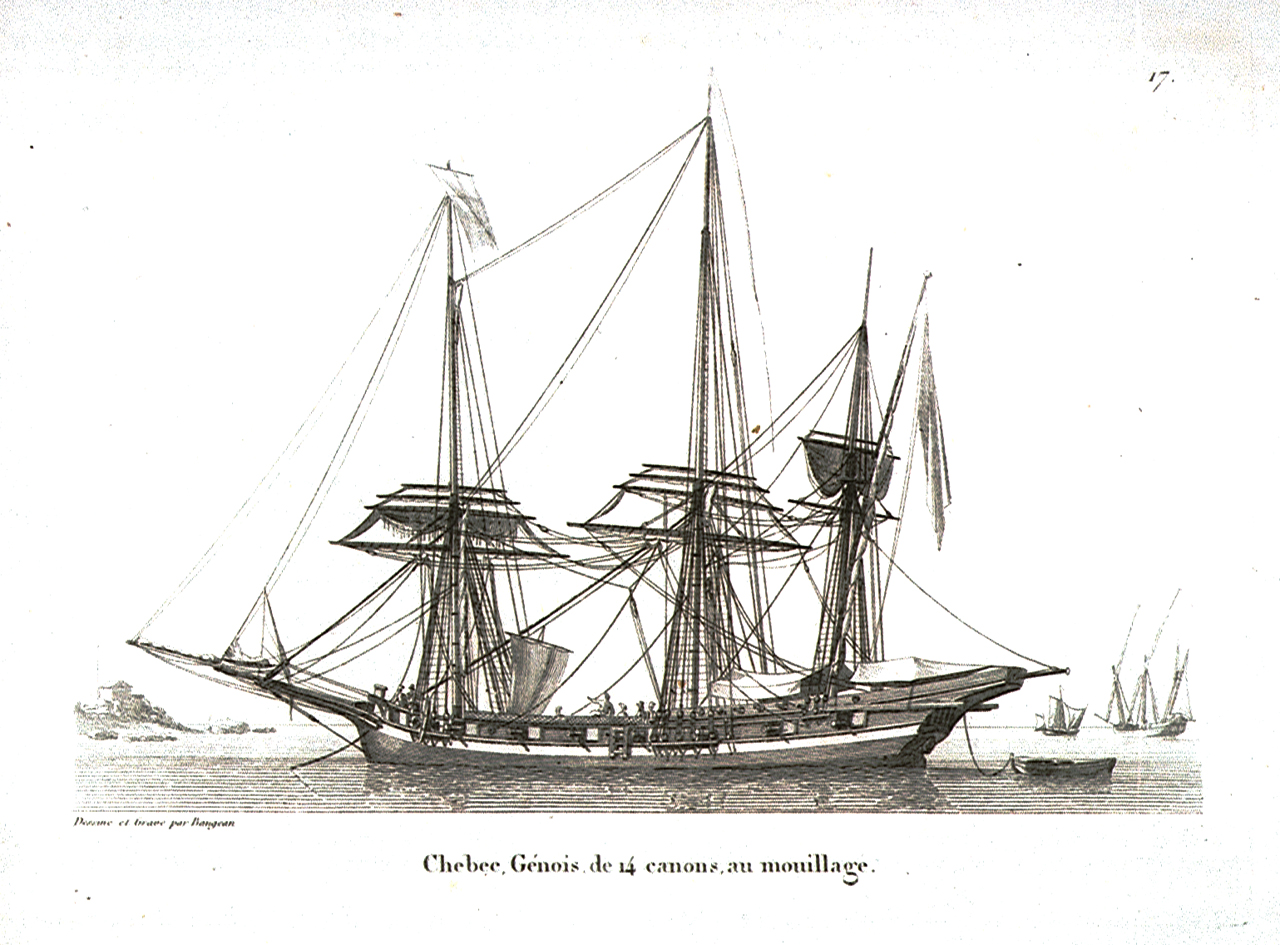
Un chébec génois de guerre en 1826. Celui-ci est gréé à voile carrée, ce qui se pratique souvent à partir de 1750 mais lui retire son allure caractéristique.
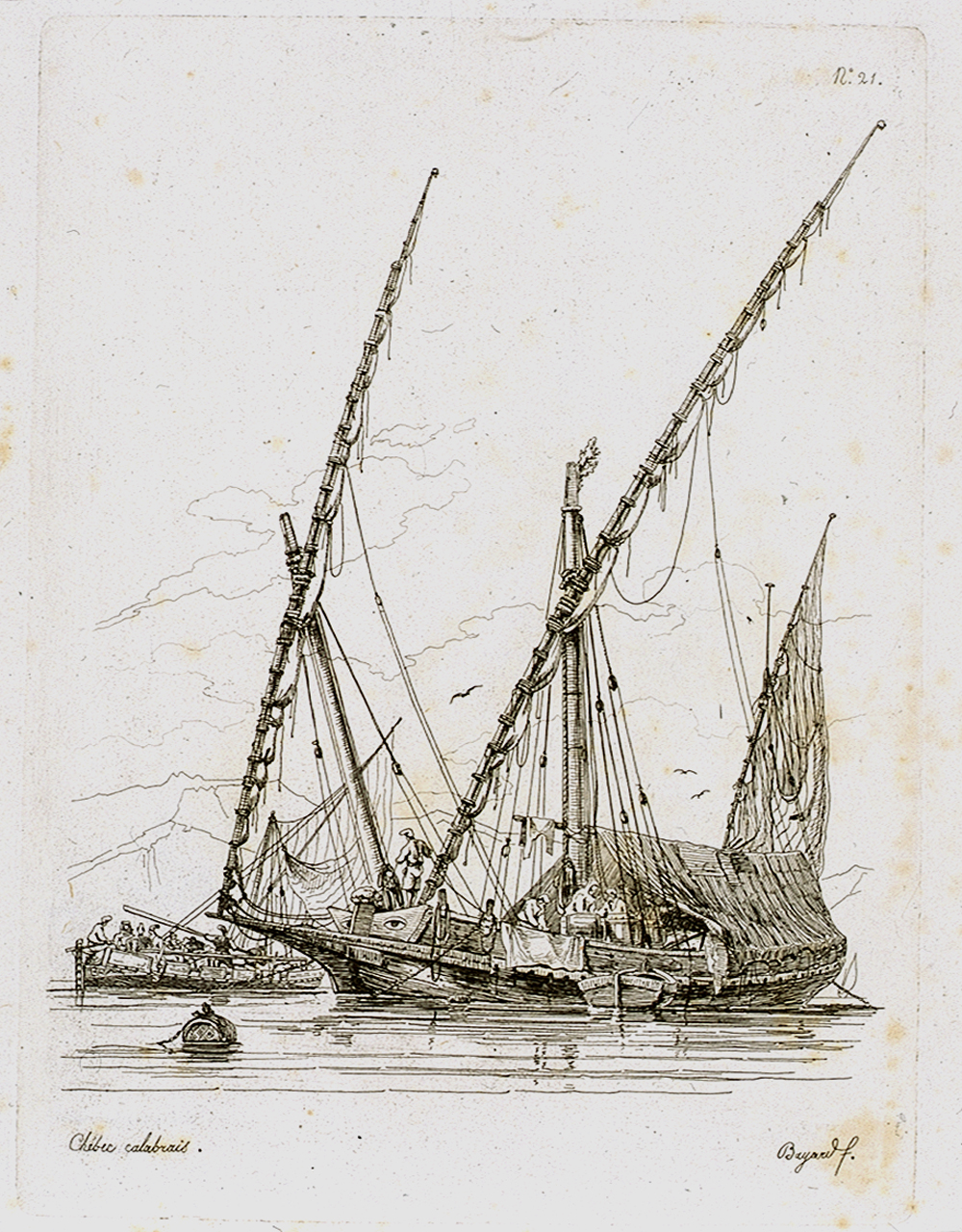
Un chébec calabrais de commerce en 1832. Alors que l’usage militaire du chébec s’estompe au XIXe siècle, son usage commercial se maintient beaucoup plus longtemps.
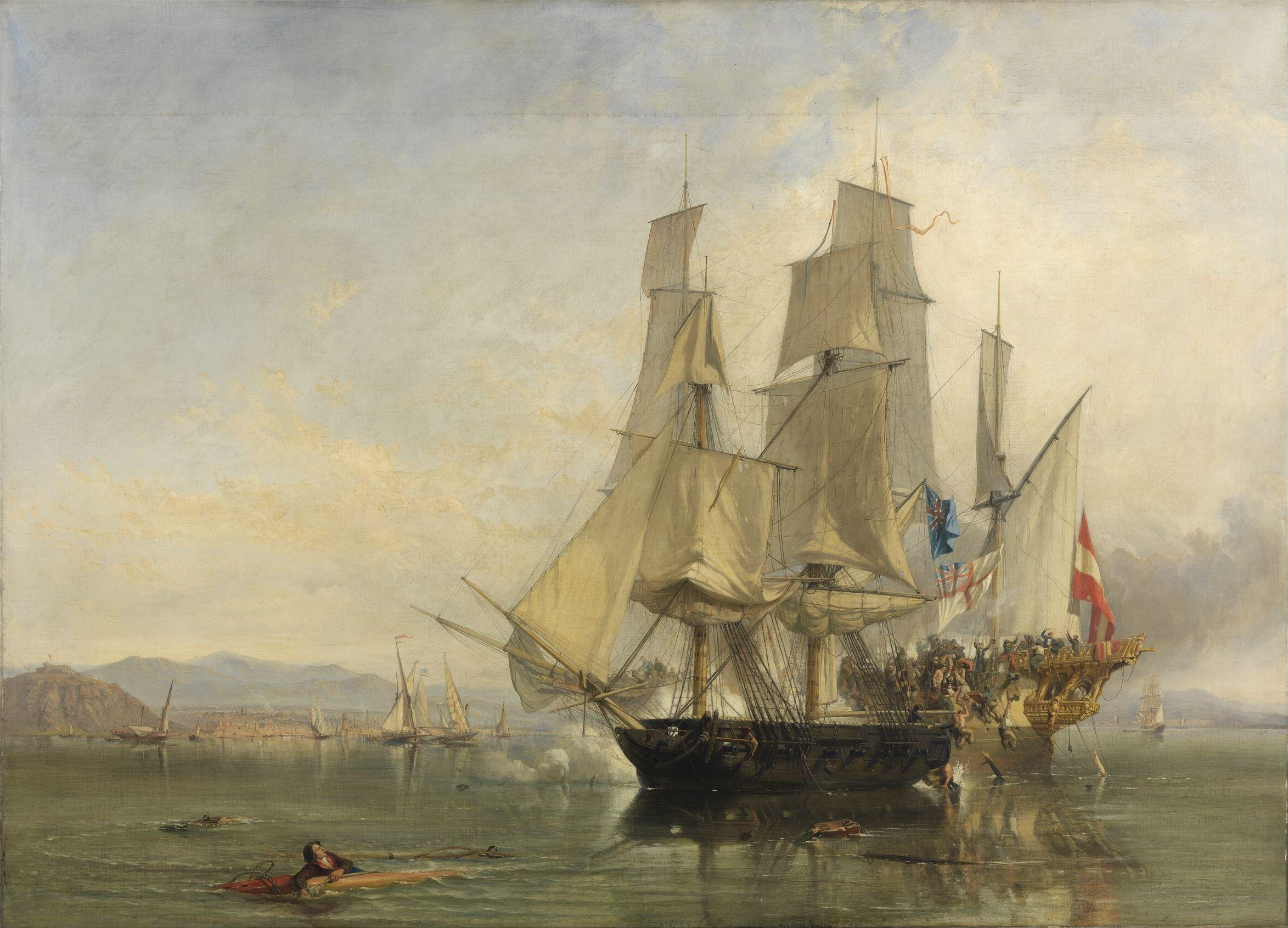
La Capture du chebec espagnol El Gamo Clarkson Frederick Stanfield, vers 1845 Victoria and Albert Museum